# بورسا سیمنتو
بورسا سیمنتو (انگلیسی: Bursa Çimento) شرکت مصالح ساختمانی ترکیه‌ای است، که در سال ۱۹۶۶ توسط اسماعیل تارمان تأسیس شد.